# Klitispa mutilata
Klitispa mutilata là một loài bọ cánh cứng trong họ Chrysomelidae. Loài này được Chen & Sun miêu tả khoa học năm 1964.